# Tweede Kamerverkiezingen 1909

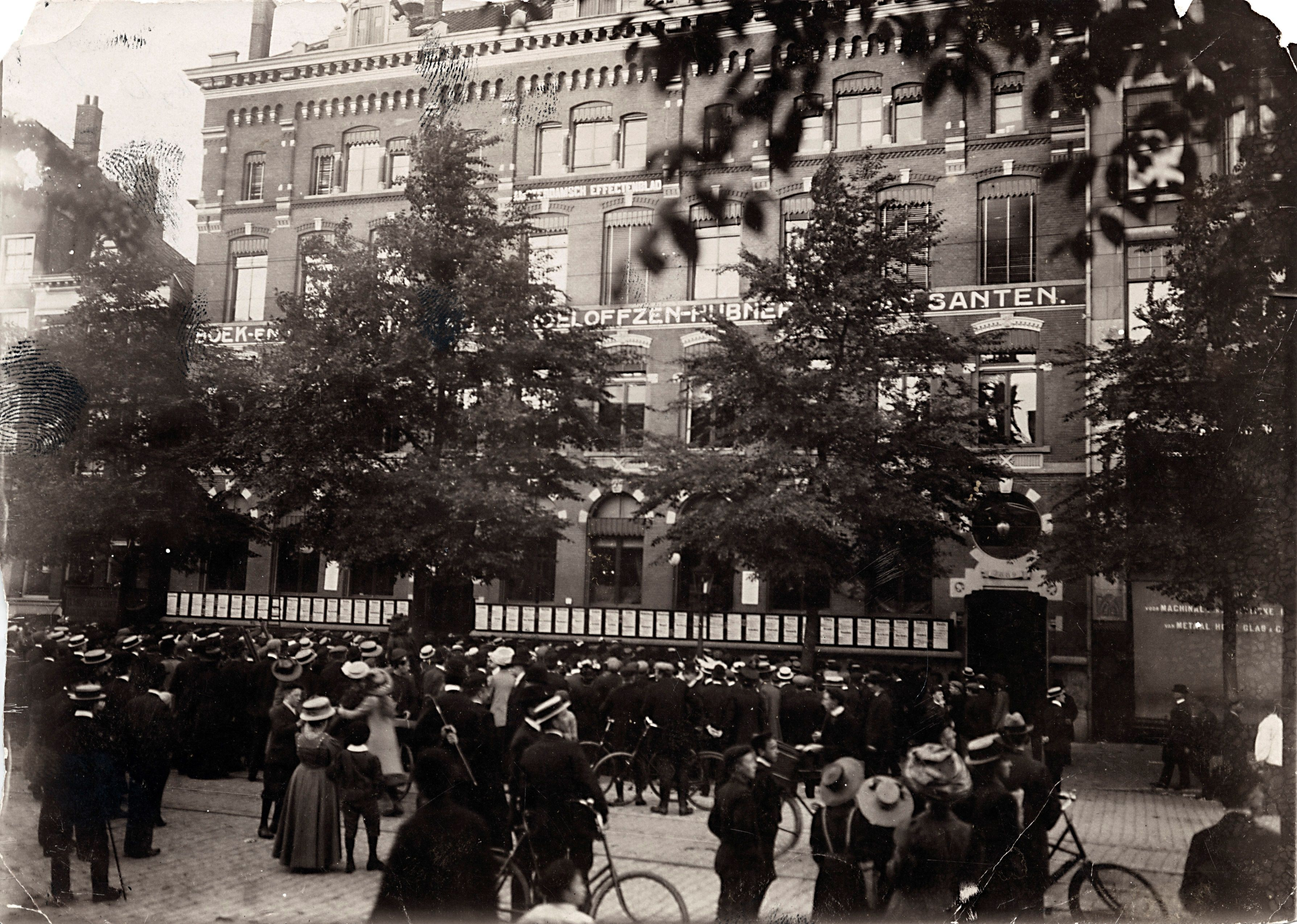
Bekijken van de verkiezingsuitslagen (Amsterdam, 1909).

De Tweede Kamerverkiezingen 1909 waren algemene Nederlandse verkiezingen voor de Tweede Kamer der Staten-Generaal. Zij vonden plaats op 11 en 23 juni 1909.
De verkiezingen werden gehouden als gevolg van de afloop van de zittingstermijn van de Tweede Kamer die gekozen was bij de verkiezingen van 1905. 
Nederland was verdeeld in 100 kiesdistricten; in elk kiesdistrict werd één lid van de Tweede Kamer gekozen. Om gekozen te worden moest een kandidaat de absolute meerderheid van de in een kiesdistrict uitgebrachte geldige stemmen behalen. In 36 kiesdistricten was een tweede verkiezingsronde benodigd vanwege het niet-behalen van de absolute meerderheid door een van de kandidaten; voor deze tweede ronde plaatsten zich de twee hoogstgeëindigde kandidaten uit de eerste ronde. De tweede ronde vond plaats op 23 juni 1909.

## Uitslag

### Opkomst
|                  | 1905    | 1905      | 1909    | 1909  |
| # stemmen        | %       | # stemmen | %       |       |
| ---------------- | ------- | --------- | ------- | ----- |
| Kiesgerechtigden | 750.507 |           | 843.561 |       |
| Niet opgekomen   | 159.049 | 21,19     | 238.859 | 28,32 |
| Opkomst          | 591.458 | 78,81     | 604.702 | 71,68 |

### Verkiezingsuitslag
| partij                                | 1905   | 1909   | +/− |
| partij                                | zetels | zetels | +/− |
| ------------------------------------- | ------ | ------ | --- |
| Algemeene Bond                        | 25     | 25     | 0   |
| Anti-Revolutionaire Partij            | 15     | 23     | +8  |
| Liberale Unie                         | 24     | 20     | −4  |
|                                       |        |        |     |
| Christelijk-Historische Partij        | 7/8    |        |     |
| Friese Bond                           | 1      |        |     |
| Christelijk-Historische Unie          | −      | 12     |     |
| subtotaal                             | 9      | 12     | +3  |
|                                       |        |        |     |
| Vrijzinnig-Democratische Bond         | 11     | 9      | −2  |
| Sociaal-Democratische Arbeiderspartij | 6      | 7      | +1  |
| Bond van Vrije Liberalen              | 10/9   | 4      | −5  |
| vrije socialist                       | 1      | 0      | −1  |
| totaal                                | 100    | 100    | 0   |

### Gekozen leden
Bij deze verkiezingen werden 79 leden herkozen, van wie vier in een ander kiesdistrict. Eén lid aanvaardde zijn benoeming niet vanwege zijn toetreding tot het kabinet-Heemskerk. Dertien leden hadden aangegeven niet herkiesbaar te zijn, terwijl acht aftredende leden verslagen werden.
Onderstaand volgen enkele bijzonderheden:
- in het kiesdistrict Amsterdam II versloeg Johan Snoeck Henkemans (41,6%, CHU) het aftredende lid Cornelis Lely (27,2%, LU);

- in het kiesdistrict Amsterdam IV was in eerste instantie Jan IJzerman (LU) herkozen. Hij besloot echter zijn kandidatuur niet te aanvaarden. Om in de ontstane vacature te voorzien werd een naverkiezing gehouden waarbij Gerard van Hamel (LU) gekozen werd;

- in het kiesdistrict Amsterdam VII versloeg Gerrit Middelberg (51,8%, ARP) het aftredende lid Cornelis Blooker (33,7%, BVL);

- in het kiesdistrict Amsterdam VIII versloeg Willem de Vlugt (52,5%, ARP) het aftredende lid Piet Nolting (36,1%, VDB);

- in het kiesdistrict Amsterdam IX versloeg Willem Vliegen (34,2%, SDAP) het aftredende lid Coen van Deventer (29,4%, VDB);

- in het kiesdistrict Breukelen was in eerste instantie Jan de Waal Malefijt (ARP) herkozen. Hij besloot echter zijn kandidatuur niet te aanvaarden vanwege zijn benoeming als bewindspersoon in het kabinet-Heemskerk. Om in de ontstane vacature te voorzien werd een naverkiezing gehouden waarbij Frederik de Monté verLoren (ARP) gekozen werd;

- in het kiesdistrict Den Helder werd Theo de Meester (LU) gekozen in de vacature ontstaan door het aftreden van Zadok van den Bergh (VDB) die had aangegeven niet herkiesbaar te zijn;

- in het kiesdistrict Dordrecht werd Pieter de Kanter (LU) gekozen in de vacature ontstaan door het aftreden van Hugo van Gijn (LU) die had aangegeven niet herkiesbaar te zijn;

- in het kiesdistrict Ede werd Gerrit Schimmelpenninck (CHU) gekozen in de vacature ontstaan door het aftreden van Willem van Manen (ARP) die had aangegeven niet herkiesbaar te zijn;

- in het kiesdistrict Enkhuizen versloeg Nicolaas Oosterbaan (51,1%, ARP) het aftredende lid Hendrik Goeman Borgesius (47,3%, LU)[8];

- in het kiesdistrict Enschede versloeg Gerrit Elhorst (55,9%, ARP) het aftredende lid Henri van Kol (34,7%, SDAP);

- in het kiesdistrict Gorinchem werd Hendrik Pollema (ARP) gekozen in de vacature ontstaan door het aftreden van Nicolaas Pierson (LU) die had aangegeven niet herkiesbaar te zijn[9];

- in het kiesdistrict 's-Gravenhage I versloeg Kornelis ter Laan (30,5%, SDAP) het aftredende lid Joseph Limburg (27,5%, VDB)[10][11][12];

- in het kiesdistrict Haarlem versloeg Frank van Lennep (48,1%, CHU) het aftredende lid Floris van Styrum (17,1%, BVL);

- in het kiesdistrict Harlingen was in eerste instantie Johannes de Visser (CHU)  gekozen in de vacature ontstaan door het aftreden van Jan Schokking (CHU) die had aangegeven niet herkiesbaar te zijn. De Visser was echter tevens gekozen in het kiesdistrict Leiden waaraan hij de voorkeur gaf.[12] Om in de ontstane vacature te voorzien werd in Harlingen een naverkiezing gehouden waarbij Jan Ankerman (CHU) gekozen werd;

- in het kiesdistrict Hoogezand versloeg Pieter Rink (53,1%, LU) het aftredende lid Kornelis ter Laan (46,9%, SDAP)[13][12];

- in het kiesdistrict Kampen werd Alex van Lynden van Sandenburg (ARP) gekozen in de vacature ontstaan door het aftreden van Klaas Reyne (LU) die had aangegeven niet herkiesbaar te zijn;

- in het kiesdistrict Middelburg werd Johan Blum (ARP) gekozen in de vacature ontstaan door het aftreden van Christiaan Lucasse (ARP) die had aangegeven niet herkiesbaar te zijn;

- in het kiesdistrict Oostburg werd George Vorsterman van Oyen (VDB) gekozen in de vacature ontstaan door het aftreden van Pieter Hennequin (BVL) die had aangegeven niet herkiesbaar te zijn;

- in het kiesdistrict Rotterdam I werd Hendrik Goeman Borgesius (LU) gekozen in de vacature ontstaan door het aftreden van Samuel van den Bergh (LU) die had aangegeven niet herkiesbaar te zijn[14][12];

- in het kiesdistrict Rotterdam IV versloeg Jan Heemskerk (52,9%, ARP) het aftredende lid Antoine Plate (47,1%, BVL);

- in het kiesdistrict Rotterdam V werd Albertus de Jong (ARP) gekozen in de vacature ontstaan door het aftreden van Pieter Mees (VDB) die had aangegeven niet herkiesbaar te zijn;

- in het kiesdistrict Schoterland was in eerste instantie Theo de Meester (LU) gekozen in de vacature ontstaan door het aftreden van Geert van der Zwaag (vrije socialist) die had aangegeven niet herkiesbaar te zijn. De Meester was echter tevens gekozen in het kiesdistrict Den Helder waaraan hij de voorkeur gaf.[12] Om in de ontstane vacature te voorzien werd in Schoterland een naverkiezing gehouden waarbij Joseph Limburg (VDB) gekozen werd[15];

- in het kiesdistrict Sneek werd Hendrik Colijn (ARP) gekozen in de vacature ontstaan door het aftreden van Hendrik Pollema (ARP) die had aangegeven niet herkiesbaar te zijn[16];

- in het kiesdistrict Utrecht II versloeg Jan van Hoogstraten (55,9%, ARP) het aftredende lid Joan Röell (44,1%, BVL);

- in het kiesdistrict Zaandam werd Jan Duijs (SDAP) gekozen in de vacature ontstaan door het aftreden van Klaas de Boer (LU) die had aangegeven niet herkiesbaar te zijn;

- in het kiesdistrict Zuidhorn werd Edsge Teenstra (VDB) gekozen in de vacature ontstaan door het aftreden van Geuchien Zijlma (LU) die had aangegeven niet herkiesbaar te zijn.

De zittingsperiode van de Tweede Kamer ging in op 21 september 1909 en eindigde op 15 september 1913. De zittingstermijn van Tweede Kamerleden bedroeg vier jaar.

## Formatie
Na de verkiezingen werd geen nieuw kabinet geformeerd.
*1848 · *1850 · **1852 · *1853 · **1854 · **1856 · **1858 · **1860 · **1862 · **1864 · **1866 (I) · *1866 (II) · *1868 · **1869 · **1871 · **1873 · **1875 · **1877 · **1879 · **1881 · **1883 · *1884 · *1886 · *1887 · *1888 · 1891 · *1894 · 1897 · 1901 · 1905 · 1909 · 1913 · *1917 · *1918 · 1922 · 1925 · 1929 · *1933 · 1937 · *1946 · *1948 · 1952 · 1956 · *1959 · 1963 · *1967 · 1971 · *1972 · 1977 · 1981 · *1982 · 1986 · *1989 · 1994 · 1998 · 2002 · *2003 · *2006 · *2010 · *2012 · 2017 · 2021 · *2023
* Algemene verkiezingen in verband met (vervroegde) ontbinding van de Tweede Kamer
** Periodieke verkiezingen in verband met het einde van de zittingstermijn van de helft van de Tweede Kamerleden